# Kolur, Haveri
Kolur là một làng thuộc tehsil Haveri, huyện Haveri, bang Karnataka, Ấn Độ.